# Папа Хадријан II
Папа Хадријан II (лат. Hadrianus PP. II, итал. Adriano II; 792 - 14. децембар 872. године) био је поглавар католичке цркве од 14. децембра 867. године све до своје смрти 872. године. Био је члан римске патрицијске породице који постаје папа у позном добу живота.

## Понтификат
Одржава, али са мање енергије, политику свог претходника Николе I. Лотар II, краљ Лотарингије који је преминуо 869. године, оставио је Хадријана да посредује између франачких краљева са намером да обезбеди светом римском цару Лудвигу II наслеђе Лотара II, брата Лудвига II.
Фотије, патријарх цариградски, убрзо након сабора у којем изриче казну сведочења против папе Николе I, бива истеран из Патријаршије од стране новог цара, Василија Македонца, који фаворизује његовог ривала Игњатија. Васељенски сабор (8. васељенски сабор у католичкој цркви) је сазван као четврти цариградски сабор да одлучи ову материју. На овом сабору Хадријана су заступали легати који су одговорни за осуду Фотија као јеретика, али нису успели да успоставе разумевање са Игњатијем на тему надлежности над бугарском црквом.
Као и његов претходник Никола I, Хадријан је био приморан да се ангажује у световним пословима уплитањем цара Лудвига II, који га поставља за надзорника Арсеније, епископа Орте, његовог поверљивог саветника, Арсенијевог братанца, Анастасија Библиотекара.
Хадријан је у младости оженио жену по имену Стефанија, са којом је имао ћерку, били су заједно и по његовом избору за папу, након чега су живели са њим у Латеранском двору. Оне су одведене и убијене од стране Анастасијевог брата, Елевтерија 868. године.
Хадријана је умро 872. године после тачно пет година од избора за папу.

## Чувар православног Симбола вере
У његово време су папе још имале православни Симбол вере, без додатка филиокве. Папа Адријан II је тај Симбол вере, какав православни и данас држе, дао урезати на две сребрене таблице које је дао поставити покрај олтара на гробу који се ту сматра гробом Светих апостола Петра и Павла, с десне стране, с проклетством свакоме ко би се усудио тај симбол изменити или му што додати.